# Sarah Ryan
Pour les articles homonymes, voir Ryan.
Sarah Michelle Ryan, née le 20 février 1977 à Adélaïde, est une ancienne nageuse australienne spécialiste de la nage libre.
Elle est championne olympique et double médaillée d'argent en relais aux Jeux de 1996, 2000 et 2004.

## Carrière
Lors de ses premiers Jeux en 1996, Sarah Ryan se classe sixième du 100 m nage libre puis sixième du 4 × 100 m nage libre avant de remporter l'argent sur le 4 × 100 m 4 nages. Quatre ans plus tard à Sydney, le relais australien du 4 × 100 m 4 nages dont elle fait partie conserve sa médaille d'argent. Aux Jeux de 2004, elle monte sur la première marche du podium sur le 4 × 100 m nage libre. Elle prend sa retraite après ces Jeux.
Aux Mondiaux 2001, Ryan est membre du relais 4 × 100 m 4 nages qui remporte l'or. L'année suivante, elle remporte le titre aux championnats pan-pacifiques sur le relais 4 × 100 m nage libre. En 2003, elle se retire des championnats du monde pour se concentrer sur sa carrière à la radio.
Elle est la deuxième Australienne à être passée sous la barre des 55 secondes au 100 m nage libre après Susie O'Neill.

## Palmarès

### Jeux olympiques
- Jeux olympiques de 1996 à Atlanta ( États-Unis) :
  -  médaille d'argent du 4 × 100 m 4 nages
- Jeux olympiques de 2000 à Sydney ( Australie) :
  -  médaille d'argent du 4 × 100 m 4 nages
- Jeux olympiques de 2004 à Athènes ( Grèce) :
  -  médaille d'or du 4 × 100 m nage libre

### Championnats du monde
- Championnats du monde 1998 à Perth ( Australie) :
  -  médaille de bronze du 4 × 100 m nage libre
- Championnats du monde 2001 à Fukuoka ( Japon) :
  -  médaille d'or du 4 × 100 m 4 nages

### Championnats du monde en petit bassin
- Championnats du monde 1995 à Rio de Janeiro ( Brésil) :
  -  médaille d'argent du 4 × 100 m nage libre
- Championnats du monde 1997 à Göteborg ( Suède) :
  -  médaille de bronze du 4 × 100 m 4 nages
- Championnats du monde 1999 à  Hong Kong :
  -  médaille de bronze du 4 × 100 m nage libre
- Championnats du monde 2002 à Moscou ( Russie) :
  -  médaille d'argent du 4 × 100 m nage libre

### Jeux du Commonwealth
- Jeux du Commonwealth de 1994 à Victoria ( Canada) :
  -  médaille d'argent du 4 × 100 m nage libre
- Jeux du Commonwealth de 1998 à Kuala Lumpur ( Malaisie) :
  -  médaille d'or du 4 × 100 m nage libre
- Jeux du Commonwealth de 2002 à Manchester ( Royaume-Uni) :
  -  médaille d'or du 4 × 100 m nage libre

### Championnats pan-pacifiques
- Championnats pan-pacifiques 1993 à Kobe ( Japon) :
  -  médaille d'or du 4 × 100 m nage libre
- Championnats pan-pacifiques 1995 à Atlanta ( États-Unis) :
  -  médaille d'or du 4 × 100 m 4 nages
  -  médaille d'argent du 4 × 100 m nage libre
- Championnats pan-pacifiques 1997 à Fukuoka ( Japon) :
  -  médaille d'argent du 4 × 100 m 4 nages
  -  médaille de bronze du 4 × 200 m nage libre
  -  médaille de bronze du 4 × 100 m nage libre
- Championnats pan-pacifiques 1999 à Sydney ( Australie) :
  -  médaille d'argent du 50 m nage libre
  -  médaille d'argent du 100 m nage libre
  -  médaille d'argent du 4 × 100 m nage libre
  -  médaille d'argent du 4 × 100 m 4 nages
- Championnats pan-pacifiques 2002 à Yokohama ( Japon) :
  -  médaille d'or du 4 × 100 m nage libre